# Tour franque de Lilaía
La tour franque de Lilaía (en grec moderne : Πύργος Λιλαίας) est une tour de la fin du Moyen Âge située près de Lilaía, en Phocide, en Grèce centrale,.
Lilaía se trouve sur les pentes nord du mont Parnasse et près des sources du Céphise béotique. La tour se trouve à environ 1 kilomètre au sud-est de la localité moderne, sur le site de l'acropole de la cité antique de Lilaía,. La tour est construite au sommet de la muraille bien conservée datant de l'époque classique et sa partie inférieure est entièrement construite en spolia réutilisée, tandis que les parties supérieures sont construites en pierre et en brique de carrière.
La tour mesure 13,3 mètres sur 7,6 mètres, avec des murs d'environ 1,65 mètre d'épaisseur, et est conservée jusqu'à une hauteur d'environ 10 mètres. Son entrée est située hors sol au niveau du premier étage, sur le mur ouest. Sa taille exceptionnelle rend très probable qu'elle soit le centre d'un domaine ou d'un fief.